# Whitexican
Whitexican (derivado del inglés white, 'blanco' y mexican, 'mexicano'; mexicanos blancos), es un término peyorativo empleado en México para referirse a los mexicanos de tez blanca que usualmente tienen ventajas sociales y económicas, y que presuntamente «no están al tanto del sistema imperante de desigualdades en México y que creen que todos los ciudadanos mexicanos tienen las mismas oportunidades». El término se popularizó en redes sociales a finales de la década de 2010. Desde entonces ha sido objeto de interés entre periodistas y académicos por los discursos motivados en torno a la desigualdad racial en México.

## Origen y uso del término
De acuerdo con Nexos, el término surgió en Twitter desde al menos 2008. Se popularizó en 2018 a partir de las publicaciones de la cuenta de Twitter «LosWhitexicans». Alfonso Forssell Méndez, escribiendo para Nexos, afirma que la expresión whitexican alude a un orden social heredado del sistema de castas colonial, donde aquellos que pueden ser identificados como descendientes europeos devienen un conjunto de ventajas económicas y sociales. Forssell Méndez señala que el neologismo, como compendio de expresiones y actitudes habituales entre las clases altas mexicanas, destaca una contraposición entre la postura de “ciudadano de mundo” de los whitexican y sus posiciones políticas conservadoras.
Periodistas y académicos han comentando que el término critica la convicción de que la sociedad mexicana, a consecuencia del mestizaje, es en cierta manera «posracial». En relación con la persistencia cultural del racismo, la socióloga Mónica Moreno, profesora en la Universidad de Cambridge, ha destacado la evocación del mestizaje como manera de minimizar el racismo en México. «En México el mestizaje es el sujeto ideal de la nación. Pero con el mestizaje se quiere eliminar ciertas cosas y enfatizar otras. Es una mezcla que quiere borrar lo indígena y quiere resaltar lo blanco, [el término whitexican] no como burla al blanco mestizo por su color de piel, sino como un reproche a quien se beneficia de la injusticia y no hace nada por enmendar el error.»

## Controversias
El uso de la palabra ocasionó controversia durante el lanzamiento de la película mexicana de 2020 Nuevo Orden, dirigida por Michel Franco, quien sostuvo que su filme mostraba el "racismo inverso" y destacó la palabra whitexican como «profundamente racista». Franco se disculpó poco después y mencionó que no fue consciente del impacto de los términos que usó. En redes sociales, críticos del término han afirmado que promueve la animosidad y la división social.
Mónica Moreno ha planteado que utilizar la palabra whitexican puede ser discriminatorio u ofensivo, pero no es racista, debido a que los grupos referidos por el término no están incrustados en relaciones institucionalizadas de subordinación, como lo han sido las expresiones peyorativas «prieto», «chirigüillo», «indio», «naco» y «gato». Escribiendo para El Economista, Vidal Llerenas Morales sostiene que «se trata de un concepto útil» que enfrenta la prevalencia de supuestos como la meritocracia en el discurso político mexicano.